# Cocito

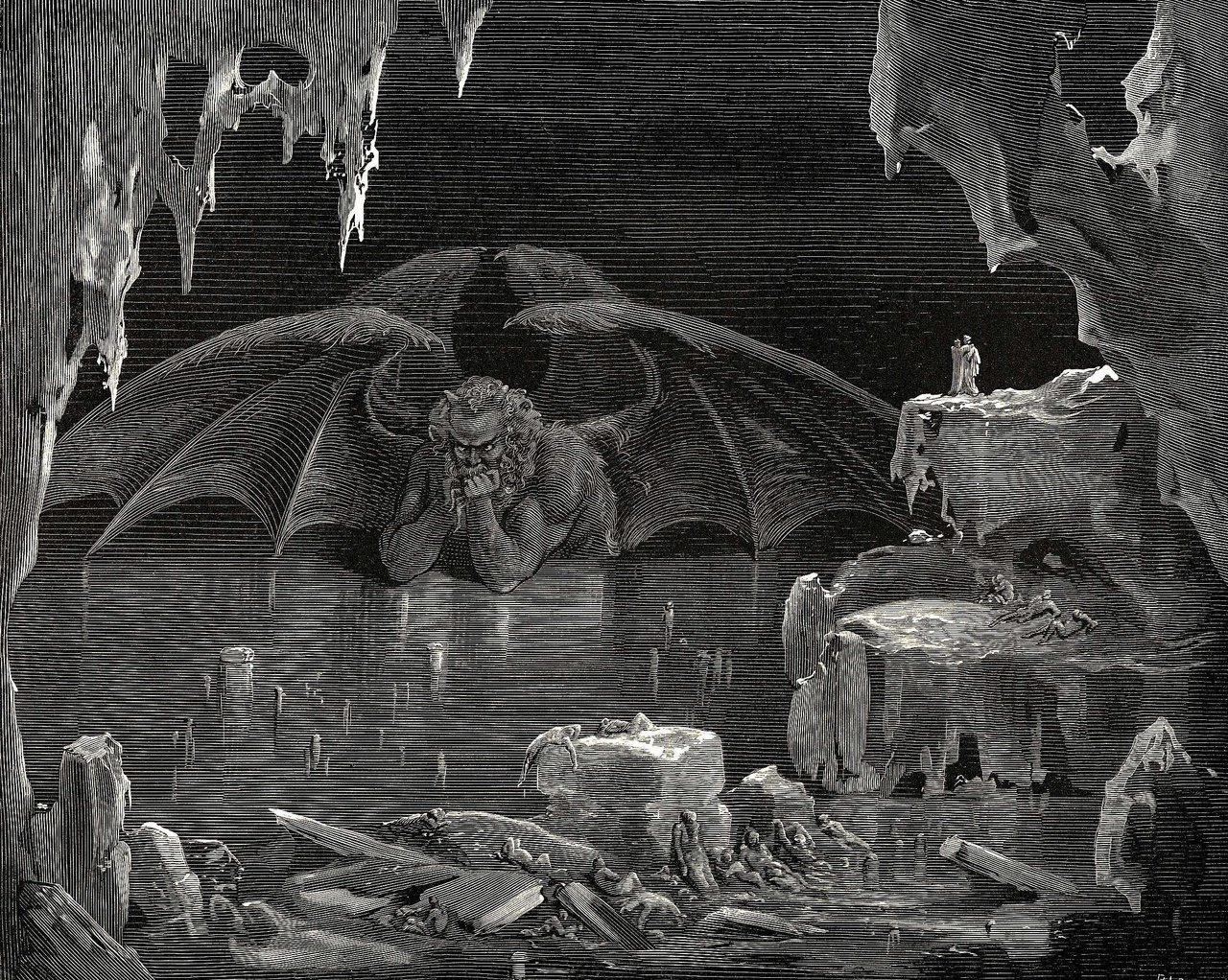
Il Cocito dantesco, al cui centro spicca Lucifero, nell'illustrazione di Gustave Doré.

Il Cocito ([koˈʧito], in greco antico: Κώκυτος?, Kṑkȳtos - e in latino Cōcȳtus) è, nella mitologia greca, uno dei cinque fiumi degli Inferi. Il nome può significare "lamento", "pianto" o "fiume di ghiaccio".
Il luogo compare anche nella Divina Commedia di Dante Alighieri, nella quale viene però descritto come un enorme lago ghiacciato situato sul fondo dell'Inferno,  nella Giudecca, quarta sezione del nono cerchio, riservato ai traditori dei benefattori.

## Nella mitologia greca
Nell'ambito della mitologia greca, il Cocito era un immenso fiume che delimitava il confine tra il regno dei vivi e quello dei morti in continuità con il più noto Acheronte, di cui era un affluente.
I defunti chiamati ad attraversarlo erano costretti a pagare un obolo al traghettatore Caronte; coloro che non potevano permettersi la traversata erano costretti a vagare, come ombre, lungo le sue rive. Molte altre tradizioni, tuttavia, attribuiscono il ruolo di spartiacque dell'inferno greco allo Stige ed altre ancora all'Acheronte. Gli altri fiumi infernali della mitologia greca erano il Flegetonte ed il Lete.

## NellaDivina Commedia

### Collocazione
Nella Divina Commedia, il Cocito è situato sul fondo dell'Inferno (nel nono cerchio) ed è un lago ghiacciato nel quale vengono puniti i traditori; Dante e Virgilio vi entrano nel penultimo canto e vi restano fino alla fine del successivo.
e sotto i piedi un lago che per gelo

avea di vetro e non d'acqua sembiante»
(Dante Alighieri, Divina Commedia, Inferno, canto XXXII)

### Origine
Il lago ha origine dalle lacrime del Veglio di Creta, la statua che rappresenta allegoricamente le età della storia umana e da cui nascono gli altri tre fiumi infernali (che in questo caso sono solo Acheronte, Stige e Flegetonte - il Lete è situato da Dante nel Purgatorio) i quali poi ristagnano nel Cocito. 
d’una fessura che lagrime goccia,

le quali, accolte, foran quella grotta.
Lor corso in questa valle si diroccia:

fanno Acheronte, Stige e Flegetonta;

poi sen van giù per questa stretta doccia
infin, là ove più non si dismonta,

fanno Cocito; e qual sia quello stagno

tu lo vedrai, però qui non si conta.»
(Dante Alighieri, Divina Commedia, Inferno, canto XIV)

### Struttura
Il Cocito è rappresentato come un grande lago ghiacciato diviso in quattro zone concentriche; ogni area è riservata ad un diverso tipo di traditore, la cui posizione varia in base al tipo di tradimento commesso.
Al centro del lago, intrappolato fino al bacino, si trova lo 'mperador del doloroso regno, Lucifero stesso, che tormenta in ciascuna delle sue tre bocche i peggiori traditori nella storia dell'umanità: Giuda Iscariota, traditore di Gesù, Bruto e Cassio, traditori e assassini di Giulio Cesare. Il diavolo stesso, sbattendo le sue ali, congela l'acqua del lago.

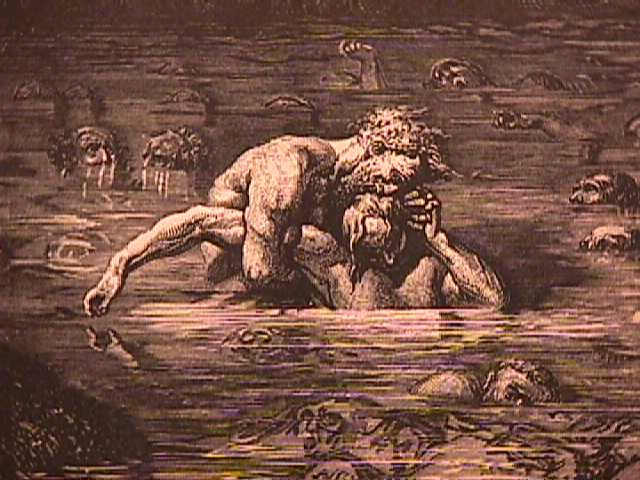
Il Conte Ugolino morde la testa dell'arcivescovo Ruggieri in una illustrazione di Gustave Doré

### Le quattro zone
Le aree in cui Dante divide il Cocito sono:
- la Caina: questa prima zona deve il proprio nome al personaggio biblico Caino, assassino del fratello Abele, e infatti in essa sono puniti i traditori dei parenti. Nominata per la prima volta nel girone dei lussuriosi da Francesca da Rimini (Caina attende chi a vita ci spense - V canto, vv. 107), qui le anime sono immerse nel ghiaccio con la testa fuori che guarda verso il basso.
- la Antenora: la seconda zona deve il proprio nome al personaggio della mitologia greca Antenore, che secondo una leggenda medievale avrebbe tradito la città di Troia consegnando il Palladio a Ulisse e Diomede. Qua vengono appunto puniti i traditori della patria, anch'essi sepolti fino al collo (probabilmente incluso) con il viso (probabilmente) eretto; la loro posizione li espone al vento gelido impedendo loro di lacrimare.
- la Tolomea: in questa zona si trovano i traditori degli ospiti. Esistono due possibilità sull'origine del nome: una fa riferimento al faraone Tolomeo XIII, che uccise Pompeo dopo che questo si era rifugiato in Egitto a seguito della disfatta contro Cesare nella battaglia di Farsalo, mentre l'altra a Tolomeo di Gerico, governatore della Giudea che uccise Simone Maccabeo e i suoi figli dopo averli invitati ad un banchetto. Particolarità dei dannati della Tolomea è che vi verrebbero precipitati non appena compiuto il peccato, mentre un diavolo prende possesso del loro corpo continuando a vivere per il tempo che gli è assegnato (canto XXXIII, vv. 127-132). Anche qui i dannati sono intrappolati nel ghiaccio con la testa che guarda verso l'alto, il che impedisce loro di piangere poiché appena sgorgate le lacrime si congelano formando un groppo.[4][5]
- la Giudecca: l'ultima zona del Cocito deve il suo nome all'apostolo Giuda Iscariota, che tradì Gesù, e infatti qui sono puniti i traditori dei benefattori, i cui corpi sono totalmente intrappolati nel ghiaccio in varie posizioni grottesche. Al centro della Giudecca si trova Lucifero e i tre traditori da lui direttamente dilaniati, Giuda stesso, Bruto e Cassio.

## Personaggi incontrati
I personaggi incontrati dai due pellegrini nel Cocito sono:
- Nella Caina
  - Alessandro Alberti
  - Napoleone Alberti
  - Camicione de' Pazzi
  - Mordred
  - Vanni de' Cancellieri (Focaccia)
  - Sassolo Mascheroni
- Nell'Antenora
  - Bocca degli Abati
  - Buoso da Duera
  - Tesauro da Beccheria
  - Gianni de' Soldanieri
  - Gano di Maganza
  - Tebaldello di Faenza
  - Ugolino della Gherardesca
  - Ruggieri degli Ubaldini
- Nella Tolomea
  - Frate Alberigo
  - Branca Doria
- Nella Giudecca non trova menzione nessun individuo specifico se non Lucifero, Giuda, Bruto e Cassio.

## Nella cultura di massa
- Nella serie animata Digimon Adventure l'attacco di MetalGarurumon, reso in italiano con Turbine glaciale, è chiamato nella versione originale Cocytus Breath[7], ovvero "Soffio del Cocito".
- Nella light novel Overlord è presente un personaggio di nome Cocytos, un possente guerriero in grado di controllare il ghiaccio a suo piacimento.
- Nella serie animata I Cavalieri dello zodiaco - Saint Seiya - Hades l'oltretomba è strutturato in modo vagamente simile all'Inferno dantesco: il signore dei morti Ade ha infatti la sua sede nella Giudecca, uno dei tre suoi più forti sottoposti si chiama Minosse e i suoi avversari vengono gettati nella ghiaccia del Cocito.
- Nel gioco di carte Yu-Gi-Oh è presente una carta chiamata Cocito Invokato[8].
- Nella saga Eroi dell'Olimpo il quarto libro La Casa di Ade dove Percy Jackson e Annabeth Chase sono costretti ad attraversarlo pur di sopravvivere e chiudere le porte della morte